# Latiscopidae
De Latiscopidae zijn een familie van uitgestorven  temnospondyle Batrachomorpha (basale 'amfibieën') uit het Mesozoïcum. Het werd voor het eerst beschreven in 1940 op basis van een fossiele schedel gevonden in Texas.